# Mamas & Papas
Mamas & Papas je film Alice Nellis z roku 2010. Je mozaikou osudů několika partnerských dvojic, kterých se různým způsobem dotkne téma rodičovství (adopce, interrupce, ztráta dítěte apod.).

## Výroba
Film je natáčený netypickou metodou, při které herci znají jen minulost (v podstatě jakýsi životopis) svých postav, ale neznají předem scénář a neví, jak to s jejich postavami dopadne. Kvůli tomu je potřeba film natáčet chronologicky.
Film se natáčel v roce 2009 v Praze a v Ostravě a také v Africe.

## Recenze
- Kamil Fila, Aktuálně.cz, 17. dubna 2010
- Vít Schmarc, Moviezone.cz, 17. dubna 2010
- Jaroslav Sedláček, Czinema, 31. března 2010  [nedostupný zdroj]
- Vojtěch Rynda, Lidové noviny, 18. dubna 2010